# Klausberg (Betzenstein)
Klausberg ist ein Gemeindeteil der Stadt Betzenstein im Landkreis Bayreuth (Oberfranken, Bayern). Klausberg liegt in der Gemarkung Stierberg.

## Geografie
Das Dorf Klausberg befindet sich etwa drei Kilometer südsüdöstlich des Ortszentrums von Betzenstein auf einer Höhe von 546 m ü. NHN.

## Geschichte
Der Ort wurde 1323/27 als „Klausberg“ erstmals urkundlich genannt. Benannt wurde der Ort nach einer Nikolauskapelles auf dem Berg.
Durch die Verwaltungsreformen zu Beginn des 19. Jahrhunderts im Königreich Bayern wurde der Ort ein Bestandteil der Ruralgemeinde Stierberg. Im Zuge der Gebietsreform in Bayern wurde Klausberg mit der Gemeinde Stierberg am 1. Januar 1972 in die Stadt Betzenstein eingegliedert.

## Verkehr
Die Anbindung an das öffentliche Straßenverkehrsnetz wird durch drei Gemeindeverbindungsstraßen hergestellt, die den Ort mit der Staatsstraße 2163 sowie Plech und über Eckenreuth mit Betzenstein verbinden. Eine Auffahrt auf die Bundesautobahn 9 ist an der Anschlussstelle Plech etwa drei Kilometer nordöstlich der Ortschaft möglich.